# 硬核大战
《硬核大战》（英語：Hardcore Henry，又簡稱）是一部2015年俄羅斯和美國合拍的科幻动作片，由伊利亞·奈舒勒编剧并执导，沙托·科普利、海莉·班奈特、丹尼拉·科茲洛夫思基和提姆·羅斯主演。本片是根据导演以前拍摄的短片《Bad Motherfucker》改编而成，全程镜头以第一人称视角展现，给人以经典射击游戏《決勝時刻》或《極地戰嚎》的即视感。本片获得了第40届多伦多影展「午夜疯狂单元」观众选择奖。
美國於2016年4月8日上映，台灣則於2016金馬奇幻影展首映，5月27日正式上映。

## 劇情
故事敘述亨利從死亡邊緣倖存後，以超級特工的身份試圖從火力強大的生化武器軍人手中挽救他的妻子，同時他也必須提防自己的身份不被發現。

## 演員
- 伊利亞·賴舒拿 飾 Henry
- 沙托·科普利 飾 Jimmy
- 海莉·班奈特 飾 Estelle
- 丹尼拉·科茲洛夫思基 飾 Akan
- 提姆·羅斯 飾 亨利的父親
- Cyrus Arnold 飾 Nat
- 伊利亞·奈舒勒 飾 Tim
- Will Stewart 飾 Robbie
- Darya Charusha 飾 Dominatrix
- 安德烈·傑緬季耶夫 飾 Slick Dmitry

而主角亨利則由十位不同的攝影師和特技演員飾演，其中包括導演伊利亞·奈舒勒和安德烈·傑緬季耶夫。

## 发行
2015年9月12日在多伦多影展上首映。STX娱乐经过竞争以1千万美元取得了影片的全球发行权，成为该公司首部从影展上获得发行权的电影。

## 反響
烂番茄新鲜度51%，Metacritic上得到51分，获得混合口碑。
美國首映週末票房為510萬美元，成績不如預期。